# The New Era
The New Era è un singolo del gruppo sudcoreano Got7, pubblicato in Giappone il 20 giugno 2018.
Il brano omonimo viene pubblicato in anticipo il 7 maggio 2018 ed è un pezzo hip hop; Shining on You è invece una canzone allegra che ricorda l'estate, scritta, composta e prodotta da JB.
Oltre all'edizione classica in CD, sono state pubblicate tre edizioni limitate CD+DVD: l'edizione A presenta un remix di The New Era come quinta traccia, mentre il DVD contiene due diversi video musicali del brano e il dietro le quinte; nelle edizioni B e C Shining on You viene sostituita, rispettivamente, da Hmmm e 2 (Two), cantate ciascuna da soli tre membri, e i DVD contengono il dietro le quinte della relativa canzone.

## Tracce
Edizione standard
1. The New Era – 3:39 (testo: Komu – musica: Albin Nordqvist, Peter St James)
2. Shining on You – 3:20 (testo: Defsoul, Mirror Boy, D.han, Moon Hanmiru, Samuelle Soung – musica: Defsoul, Mirror Boy, D.han, Moon Hanmiru)
3. The New Era (Instrumental) – 3:39 (musica: Albin Nordqvist, Peter St James)
4. Shining on You (Instrumental) – 3:20 (musica: Defsoul, Mirror Boy, D.han, Moon Hanmiru)

Durata totale: 13:58
Edizione speciale A (CD+DVD)
1. The New Era – 3:39 (testo: Komu – musica: Albin Nordqvist, Peter St James)
2. Shining on You – 3:20 (testo: Defsoul, Mirror Boy, D.han, Moon Hanmiru, Samuelle Soung – musica: Defsoul, Mirror Boy, D.han, Moon Hanmiru)
3. The New Era Remix – 3:39 (testo: Komu – musica: Albin Nordqvist, Peter St James)
4. The New Era (Instrumental) – 3:39 (musica: Albin Nordqvist, Peter St James)
5. Shining on You (Instrumental) – 3:20 (musica: Defsoul, Mirror Boy, D.han, Moon Hanmiru)

Durata totale: 17:37
Edizione speciale B (CD+DVD)
1. The New Era – 3:39 (testo: Komu – musica: Albin Nordqvist, Peter St James)
2. JB, Youngjae, BamBam – Hmmmm – 3:13 (testo: Defsoul, Mirror Boy, D.han, Moon Hanmiru, Samuelle Soung – musica: Defsoul, Mirror Boy, D.han, Moon Hanmiru)
3. The New Era (Instrumental) – 3:39 (musica: Albin Nordqvist, Peter St James)
4. Hmmmm (Instrumental) – 3:13 (musica: Defsoul, Mirror Boy, D.han, Moon Hanmiru, Samuelle Soung)

Durata totale: 13:44
Edizione speciale C (CD+DVD)
1. The New Era – 3:39 (testo: Komu – musica: Albin Nordqvist, Peter St James)
2. Mark, Jinyoung, Yugyeom – 2 (Two) – 3:47 (testo: Jinyoung, Yugyeom, Distract, Samuelle Soung, Mark – musica: Jinyoung, Yugyeom, Distract, Secret Weapon)
3. The New Era (Instrumental) – 3:39 (musica: Albin Nordqvist, Peter St James)
4. 2 (Two) (Instrumental) – 3:47 (musica: Jinyoung, Yugyeom, Distract, Secret Weapon)

Durata totale: 14:52

## Formazione
- Mark – rap, testi (traccia 2C)
- JB (Defsoul) – voce, testi (tracce 2-2B), musiche (tracce 2-2B)
- Jinyoung – voce, testi (traccia 2C), musiche (traccia 2C)
- Youngjae – voce
- BamBam – rap
- Yugyeom – voce, testi (traccia 2C), musiche (traccia 2C)

## Successo commerciale
Il singolo si è classificato in prima posizione sulla Oricon Daily Singles Chart del 24 giugno e sulla Billboard Japan Hot 100 con 70 756 copie, mentre è arrivato secondo sulla Oricon Weekly Singles Chart. Ha venduto 55 877 copie nel mese di giugno 2018 secondo la classifica Oricon.

## Classifiche
| Classifica (2018) | Posizione massima |
| ----------------- | ----------------- |
| Giappone          | 2                 |